# Бистрец (језеро)
Бистрец (рум. Bistreţ) је природно речно језеро у западном делу Влашке низије на западу Румуније.

## Карактеристике
Бистрец се налази у западном делу Влашке низије, на југу округа Долж у југозападној Румунији. Од леве обале Дунава удаљен је око 5 километара, а административно припада општинама Бистрец и Карна. Језеро се простире на површини од 1.867 хектара и има запремину од 28 милиона m², што га чини највећим у округу Долж и највећим природним језером у Олтенији. У близини северне обале језера налазе се три насељена места, Бистрец, Плоска и Карна.
Географски положај и повољни услови живота довели су до тога да језеро постане уточиште великом броју птица селица који туда пролазе највише у току пролећног и јесењег периода. Подручје језера је 2007. године заштићено као подручје посебне заштите за птице (SPA), а 2012. је добило статус Рамсарског подручја. Подручје је укључено у Натура 2000 подручје од значаја за заједницу Коридорул Жијулуј.